# Taekwondo nos Jogos Pan-Americanos de 2011
O taekwondo nos Jogos Pan-Americanos de 2011 foi realizado em Guadalajara, no México, entre os dias 15 e 18 de outubro. A modalidade foi disputada no Ginásio do CODE II com quatro categorias para homens e quatro para mulheres, de acordo com o peso.

## Calendário
| Outubro   | 13 | 14 | 15 | 16 | 17 | 18 | 19 | 20 | 21 | 22 | 23 | 24 | 25 | 26 | 27 | 28 | 29 | 30 |
| --------- | -- | -- | -- | -- | -- | -- | -- | -- | -- | -- | -- | -- | -- | -- | -- | -- | -- | -- |
| Taekwondo |    |    | 2  | 2  | 2  | 2  |    |    |    |    |    |    |    |    |    |    |    |    |

|  | Dia de competição |  | Dia de final |

| Dia   | Data          | Início | Final | Evento                 | Fase                             |
| ----- | ------------- | ------ | ----- | ---------------------- | -------------------------------- |
| Dia 2 | 15 de outubro | 11:00  | 19:25 | –58 kg masc/–49 kg fem | Preliminares/Quartas/Semi, Final |
| Dia 3 | 16 de outubro | 11:00  | 19:25 | –68 kg masc/–57 kg fem | Preliminares/Quartas/Semi, Final |
| Dia 4 | 17 de outubro | 11:00  | 19:25 | –80 kg masc/–67 kg fem | Preliminares/Quartas/Semi, Final |
| Dia 5 | 18 de outubro | 11:00  | 19:25 | +80 kg masc/+67 kg fem | Preliminares/Quartas/Semi, Final |

## Países participantes
Abaixo, a quantidade de atletas enviados por cada país, de acordo com o evento.
| CON                          | Masculino | Masculino | Masculino | Masculino | Feminino | Feminino | Feminino | Feminino | Total |
| CON                          | –58 kg    | –68 kg    | –80 kg    | +80 kg    | –49 kg   | –57 kg   | –67 kg   | +67 kg   | Total |
| ---------------------------- | --------- | --------- | --------- | --------- | -------- | -------- | -------- | -------- | ----- |
| AHO Antilhas Neerlandesas    | X         |           |           |           |          |          |          |          | 1     |
| ARG Argentina                |           | X         | X         | X         |          | X        | X        | X        | 6     |
| ARU Aruba                    | X         |           | X         |           |          |          |          |          | 2     |
| BAR Barbados                 |           | X         |           |           |          |          |          |          | 1     |
| BOL Bolívia                  |           |           |           |           | X        |          |          |          | 1     |
| BRA Brasil                   | X         | X         | X         |           | X        |          | X        | X        | 6     |
| CAN Canadá                   | X         | X         | X         | X         | X        | X        | X        | X        | 8     |
| CHI Chile                    |           | X         | X         |           |          | X        | X        |          | 4     |
| COL Colômbia                 | X         |           | X         | X         | X        | X        | X        | X        | 7     |
| CRC Costa Rica               | X         |           |           | X         |          |          | X        |          | 3     |
| CUB Cuba                     | X         | X         | X         | X         | X        | X        | X        | X        | 8     |
| DOM República Dominicana     | X         | X         | X         |           | X        | X        | X        | X        | 7     |
| ECU Equador                  |           | X         |           |           | X        |          |          |          | 2     |
| ESA El Salvador              |           |           |           |           |          | X        |          |          | 1     |
| GRN Granada                  |           |           |           |           |          |          | X        |          | 1     |
| GUA Guatemala                | X         | X         | X         | X         | X        | X        |          |          | 6     |
| GUY Guiana                   |           |           |           | X         |          |          |          |          | 1     |
| HAI Haiti                    |           |           |           | X         |          |          |          |          | 1     |
| HON Honduras                 |           |           |           | X         | X        |          |          |          | 2     |
| ISV Ilhas Virgens Americanas |           |           | X         |           |          |          |          |          | 1     |
| JAM Jamaica                  |           | X         |           | X         |          |          |          |          | 2     |
| MEX México                   | X         | X         | X         | X         | X        | X        | X        | X        | 8     |
| NCA Nicarágua                |           |           | X         |           |          |          |          |          | 1     |
| PAN Panamá                   | X         |           |           |           | X        |          |          |          | 2     |
| PAR Paraguai                 |           | X         |           |           |          |          |          |          | 1     |
| PER Peru                     |           | X         |           |           | X        | X        |          |          | 3     |
| PUR Porto Rico               |           | X         |           | X         | X        | X        | X        | X        | 6     |
| SUR Suriname                 |           |           |           | X         |          |          |          |          | 1     |
| TRI Trinidad e Tobago        |           |           | X         |           |          |          |          |          | 1     |
| USA Estados Unidos           | X         | X         | X         | X         | X        | X        | X        | X        | 8     |
| URU Uruguai                  | X         |           |           |           |          |          |          |          | 1     |
| VEN Venezuela                | X         | X         | X         | X         |          | X        | X        |          | 6     |
| Total de atletas             | 14        | 16        | 15        | 15        | 14       | 13       | 13       | 9        | 109   |
| Total de CONs                | 14        | 16        | 15        | 15        | 14       | 13       | 13       | 9        | 32    |

## Medalhistas
Masculino
| Evento                 | Ouro                                      | Prata                          | Bronze                                                                  |
| ---------------------- | ----------------------------------------- | ------------------------------ | ----------------------------------------------------------------------- |
| Até 58 kg detalhes     | Gabriel Mercedes DOM República Dominicana | Damián Villa MEX México        | Frank Díaz CUB Cuba Márcio Ferreira BRA Brasil                          |
| Até 68 kg detalhes     | Jhohanny Jean DOM República Dominicana    | Ángel Mora CUB Cuba            | Terrence Jennings USA Estados Unidos Mario Guerra CHI Chile             |
| Até 80 kg detalhes     | Sebastián Crismanich ARG Argentina        | Carlos Vásquez VEN Venezuela   | Stuardo Solorzano GUA Guatemala Uriel Adriano MEX México                |
| Mais de 80 kg detalhes | Robelis Despaigne CUB Cuba                | Juan Carlos Díaz VEN Venezuela | François Coulombe-Fortier CAN Canadá Stephen Lambdin USA Estados Unidos |

Feminino
| Evento                 | Ouro                       | Prata                              | Bronze                                                                  |
| ---------------------- | -------------------------- | ---------------------------------- | ----------------------------------------------------------------------- |
| Até 49 kg detalhes     | Ivett Gonda CAN Canadá     | Julissa Díez PER Peru              | Jannet Alegría MEX México Deireanne Morales USA Estados Unidos          |
| Até 57 kg detalhes     | Irma Contreras MEX México  | Doris Patiño COL Colômbia          | Nicole Palma USA Estados Unidos Yeny Contreras CHI Chile                |
| Até 67 kg detalhes     | Melissa Pagnota CAN Canadá | Paige McPherson USA Estados Unidos | Taimi Castellanos CUB Cuba Katherine Rodríguez DOM República Dominicana |
| Mais de 67 kg detalhes | Glenhis Hernández CUB Cuba | Nikki Martínez PUR Porto Rico      | Lauren Hamon USA Estados Unidos Guadalupe Ruiz MEX México               |

## Quadro de medalhas
| Ordem | País                     | Medalha de ouro | Medalha de prata | Medalha de bronze |    |
| ----- | ------------------------ | --------------- | ---------------- | ----------------- | -- |
| 1     | CUB Cuba                 | 2               | 1                | 2                 | 5  |
| 2     | CAN Canadá               | 2               |                  | 1                 | 3  |
|       | DOM República Dominicana | 2               |                  | 1                 | 3  |
| 4     | MEX México               | 1               | 1                | 3                 | 5  |
| 5     | ARG Argentina            | 1               |                  |                   | 1  |
| 6     | VEN Venezuela            |                 | 2                |                   | 2  |
| 7     | USA Estados Unidos       |                 | 1                | 5                 | 6  |
| 8     | COL Colômbia             |                 | 1                |                   | 1  |
|       | PER Peru                 |                 | 1                |                   | 1  |
|       | PUR Porto Rico           |                 | 1                |                   | 1  |
| 11    | CHI Chile                |                 |                  | 2                 | 2  |
| 12    | BRA Brasil               |                 |                  | 1                 | 1  |
|       | GUA Guatemala            |                 |                  | 1                 | 1  |
| TOTAL | TOTAL                    | 8               | 8                | 16                | 32 |